# Journal of Biological Chemistry
Het Journal of Biological Chemistry is een wetenschappelijk tijdschrift met peer review. De naam wordt gewoonlijk afgekort tot JBC of J. Biol. Chem. Het tijdschrift publiceert onderzoek uit de biochemie, biotechnologie en moleculaire biologie. De publicaties zijn 1 jaar na publicatie gratis toegankelijk.
Het tijdschrift werd opgericht in 1905 door John Jacob Abel en Christian Archibald Herter, die tevens de eerste hoofdredacteurs waren. Het kantoor van de hoofdredacteur was achtereenvolgens gevestigd aan Cornell Medical College (1905-1937), aan  Yale (1937–1958), aan  Harvard (1958–1967) en in New York (sedert 1967). Sinds 1925 wordt het tijdschrift uitgegeven door het American Society for Biochemistry and Molecular Biology in Bethesda (Maryland). 

## Hoofdredacteurs
- 1906–1909: John Jacob Abel en Christian Archibald Herter
- 1909–1910: Christian Archibald Herter
- 1910–1914: Alfred Newton Richards
- 1914–1925: Donald Van Slyke
- 1925–1936: Stanley Rossiter Benedict
- 1936-1937: John Tileston Edsall (ad interim)
- 1937–1958: Rudolph J. Anderson
- 1958–1967: John Tileston Edsall
- 1968–1971: William Howard Stein
- 1971–heden: Herbert Tabor
- 2011–heden: Martha Fedor